# 軟刺魮
軟刺魮（学名：Labeobarbus malacanthus）为輻鰭魚綱鯉形目鲤科的其中一種，主要分布於非洲赤道幾內亞，體長可達15公分，棲息在中底層水域，可做為食用魚。